# Højborg
Et højborg er en type bakkefæstning, der blev bygget på toppen af en bakke eller et bjerg. I sidstnævnte tilfælde kan det betegnes som et bjerglot. Begrebet stammer fra det tyske Gipfelburg, som er en af flere betegnelser brugt i kontinental borgforskning til at klassificere borge efter topografi.
Den primære fordel ved en strategisk udvalgt placering som denne var dens utilgængelighed. De stejle skråninger gjorde angreb på borgen vanskelige eller – afhængigt af terrænet – endda umulige. Derudover havde borgen ofte fremragende udsyn og skudfelter over det omkringliggende landskab. Selve højden over området kunne også beskytte beboerne mod bombardement. Endvidere øgede den prominente placering borgens status som residens.
Ikke desto mindre medførte højborge logistiske udfordringer. Uden tilstrækkeligt stærke pumper kunne vandforsyningen være problematisk, hvis der ikke fandtes en brønd i nærheden. Transporten af mad, arbejdsdyr og andre varer blev også besværliggjort af beliggenheden, og det ugunstige vejr, som ofte findes på bjergtoppe, gjorde boboelsesforholdene mindre behagelige.
En anden udfordring var isolationen af sådanne borge. Tilbagetrækning af bevæbnede fodsoldater til borgen blev vanskeliggjort af terrænet; endnu mere for kavaleri. Kontrollen med det omgivende område var derfor ikke altid tilstrækkelig.
Høj- og klippeborge blev indført af Frankerne for at hindre brugen af belejringsmaskiner. Mens klippeborge skulle kunne forsvare sig mod sådanne maskiner på deres ene opadgående side, var højborge helt omgivet af stejle skråninger, som effektivt forhindrede brugen af sådanne våben.
Det klassiske eksempel på et tysk højborg er det fra 1200-tallet Otzberg, som består af en cirkulær bergfried på en bakke over byen af samme navn. Bergfried-tårnet er omgivet af koncentriske, ovalformede indre og ydre ringmure samt en ydre voldgrav.
Katharerne brugte flere utilgængelige højborge som tilflugtssteder, såsom det oprindelige Château de Montségur, som ligger på toppen af et stejlt, klippefyldt bjerg.
Som andre bjergborge mistede højborgene deres betydning i løbet af middelalderen. Byers fremvækst som økonomiske og politiske centre mindskede disse borgens værdi i forhold til handel og forvaltning.